# Margot Bingham
Margot Bingham née le 6 décembre 1987 est une actrice et chanteuse américaine.

## Biographie
Margot Bingham est la fille de Craig Bingham, joueur de football américain, et son épouse Lynne ; Bingham est d'origine jamaïcaine du côté de son père et d'origine allemande et russe du côté de sa mère. Elle grandit à Green Tree, dans la banlieue principale de Pittsburgh. Elle est diplômée en 2006 de la Pittsburgh Creative and Performing Arts School, et va au Point Park University pendant deux ans avant de déménager à New York.
Elle commence à apparaître sur scène là-bas en 2010 et joue un rôle dans la reprise de Rent en 2011. Au cours de cette même période, elle joue dans la web-série In Between Men et se produit au BAM Cafe de la Brooklyn Academy of Music.
En 2013, Bingham obtient le rôle récurrent de la chanteuse de jazz des années 1920 Daughter Maitland dans la série dramatique Boardwalk Empire. En 2015, Bingham est choisie comme l'un des personnages principaux féminins face à Joan Allen dans la série dramatique The Family.

## Filmographie
Cinéma
- 2013 : Burning Blue : Devon
- 2014 : Fugly!  : fille
- 2015 : Her Composition : Gila
- 2016 : Barbershop: The Next Cut : Bree
- 2016 : Destined
- 2017 : The Unattainable Story : Alma
- 2017 : Saturday Church : Amara
- 2017 : Anything : Brianna
- 2018 : Vigilante : Joyce Richards
- 2018 : La Liste de nos rêves : Lucy
- 2020 : Tigertail

Séries télévisées
- 2010-2013 : In Between Men : Kendra Sharpe
- 2013-2014 : Boardwalk Empire : Maitland
- 2014 : Matador : Billie
- 2016 : The Family : Nina Meyer
- 2017-2019 : Nola Darling n'en fait qu'à sa tête : Clorinda
- 2018 : One Dollar : Cass
- 2018-2021 : New Amsterdam : Evie
- 2019–2022 : The Walking Dead : Maxxine "Max" Mercer

## Source de la traduction
- (en) Cet article est partiellement ou en totalité issu de l’article de Wikipédia en anglais intitulé « Margot Bingham » (voir la liste des auteurs).